# Manyang Tunong
Manyang Tunong is een bestuurslaag in het regentschap Aceh Utara van de provincie Atjeh, Indonesië. Manyang Tunong telt 367 inwoners (volkstelling 2010).